# Erateina sublustris
Erateina sublustris är en fjärilsart som beskrevs av Paul Dognin 1911. Erateina sublustris ingår i släktet Erateina och familjen mätare. Inga underarter finns listade i Catalogue of Life.